# Кубок Латвії з футболу
Ку́бок Ла́твії з футбо́лу — національний футбольний плей-оф турнір, в якому визначається володар Кубка Латвії.
З 1940 по 1991 рік перемога в Кубку Латвійської РСР була кваліфікацією на Кубок СРСР з футболу.

## Переможці та призери
| Клуб        | Перемоги | Фінали | Переможні роки                                 |
| ----------- | -------- | ------ | ---------------------------------------------- |
| Сконто      | 8        | 7      | 1992, 1995, 1997, 1998, 2000, 2001, 2002, 2012 |
| Вентспілс   | 7        | 4      | 2003, 2004, 2005, 2007, 2011, 2013, 2017 (в)   |
| Єлгава      | 4        |        | 2010, 2014, 2015, 2016                         |
| РФШ         | 3        | 1      | 2019, 2021, 2024                               |
| РАФ         | 3        |        | 1988, 1993, 1996                               |
| Рига (2015) | 2        | 3      | 2018, 2023                                     |
| Лієпая      | 2        |        | 2017 (о), 2020                                 |
| Металург    | 1        | 7      | 2006                                           |
| Олімпія     | 1        | 1      | 1994                                           |
| Рига (1999) | 1        | 1      | 1999                                           |
| Даугава     | 1        |        | 2008                                           |
| Ауда        | 1        | 1      | 2022                                           |
| Дінабург    |          | 2      |                                                |
| ДАГ         |          | 1      |                                                |
| Олімп       |          | 1      |                                                |
| Пардаугава  |          | 1      |                                                |
| Юрмала-VV   |          | 1      |                                                |

- Жирним зазначені клуби, що продовжують виступи.
- Курсивом зазначені клуби, що припинили існування.